# Mercedes-Benz W15
Mercedes-Benz 170 är en personbil, tillverkad av den tyska biltillverkaren Mercedes-Benz mellan 1931 och 1936.
170:n räknas som chefskonstruktören Hans Nibels viktigaste modell. Bilen hade ett mycket modernt chassi med hydrauliska bromsar och individuell hjulupphängning runt om. Framhjulen avfjädrades med två tvärliggande bladfjädrar som även utgjorde bärarmar. Bak satt en dubbelled pendelaxel avfjädrad med två skruvfjädrar per sida. Den avancerade konstruktionen spreds under trettiotalet till de större modellerna på Mercedes-Benz program.
170:n blev den billiga folkbil som företagets ledning försökt förmå Nibels företrädare Paul Daimler och Ferdinand Porsche att bygga under hela tjugotalet. Med sin höga kvalitet till ett rimligt pris sålde bilen bra och hjälpte till att hålla Mercedes-Benz flytande under depressionsåren.
Mercedes-Benz byggde även en lätt lastbil, kallad L300, baserad på 170:n.
Motor
| Modell | Motor                  | Cylindervolym | Effekt | Bränslesystem   |
| ------ | ---------------------- | ------------- | ------ | --------------- |
| 170    | M15: 6-cyl radmotor sv | 1692 cm³      | 32 hk  | Enkel förgasare |

Tillverkning
| Modell | Antal  |
| ------ | ------ |
| 170    | 13 775 |

## Bilder

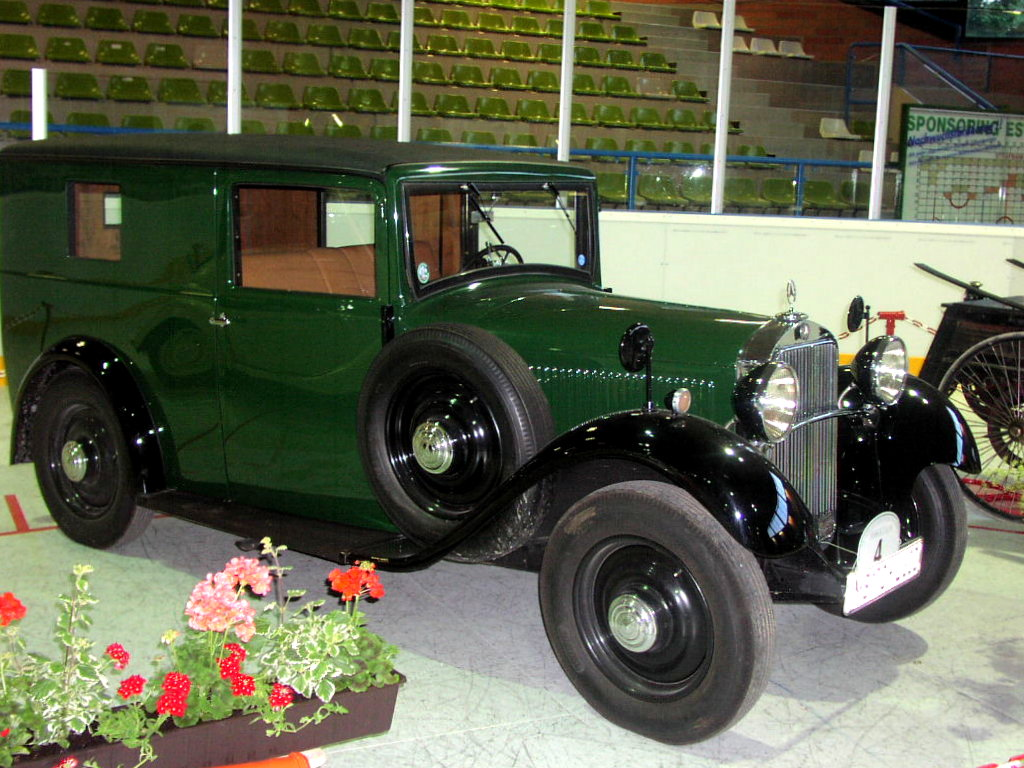
Mercedes-Benz L300